# Anders Westberg
Sven-Anders Westberg, född 20 maj 1951 i Caroli församling i Borås, är en svensk före detta friidrottare (medeldistanslöpning). Han tävlade inhemskt för IK Ymer och vann SM-guld på 1500 m år 1974.